# Afzalpur
Afzalpur är en ort i Indien.   Den ligger i distriktet Gulbarga och delstaten Karnataka, i den centrala delen av landet, 1 300 km söder om huvudstaden New Delhi. Afzalpur ligger 422 meter över havet och antalet invånare är 20 094.
Terrängen runt Afzalpur är platt. Runt Afzalpur är det ganska tätbefolkat, med 149 invånare per kvadratkilometer. Afzalpur är det största samhället i trakten. Trakten runt Afzalpur består till största delen av jordbruksmark.